# John Elliot Cairnes
John Elliot Cairnes (Castlebellingham, 26 dicembre 1823 – 8 luglio 1875) è stato un economista irlandese, spesso descritto come l'ultimo degli economisti classici. Professore di giurisprudenza ed economia politica, difese le teorie di John Stuart Mill sul salario; scrisse degli svantaggi della schiavitù, prima della guerra civile americana.

## Biografia
John Cairnes nacque a Castlebellingham, nella contea di Louth. Era figlio di William Elliott Cairnes (1787–1863) di Stameen, vicino a Drogheda, e di Marianne Woolsey, la cui madre era la sorella di Sir William Bellingham, I baronetto di Castlebellingham. Il padre di John decise di intraprendere una carriera commerciale, contro la volontà di sua madre (Catherine Moore di Moore Hall, Killinchy), e divenne socio della Woolsey Brewery a Castlebellingham. Nel 1825, William Cairnes iniziò per conto proprio al porto di Drogheda, sulla costa orientale, dando vita alla Drogheda Brewery e costruì una casa nella vicina Stameen, che rimase la residenza della famiglia fino alla sua morte.
Dopo aver lasciato la scuola, John Cairnes trascorse alcuni anni nell'ufficio di contabilità di suo padre a Drogheda. Il lavoro influì sulla sua salute poiché trascorreva le notti a studiare per iscriversi al Trinity College dell'Università di Dublino. Vi si iscrisse il 7 novembre 1842 come studente per le materie di logica e metafisica. Nel 1845 ricevette "il primo premio in logica e metafisica" e due anni dopo il "grado di moderatore senior e una medaglia d'oro in etica e logica". Dopo la laurea nel 1848, iniziò a studiare legge ed economia politica. In seguito fu ammesso all'ordine degli avvocati irlandesi,  ma non sentì alcuna inclinazione ad esercitare tale professione. Per diversi anni fu impegnato nella scrittura di articoli per la stampa quotidiana in cui si occupava delle questioni sociali ed economiche che interessavano l'Irlanda. Dopo un periodo piuttosto lungo, Cairnes iniziò il suo master nel 1854. Dedicò la sua attenzione all'economia politica.  e pubblicò la sua prima opera importante, An Examination into the Principle of Currency involved in the Bank Charter Act del 1844.
Durante il suo soggiorno a Dublino aveva incontrato l'arcivescovo Richard Whately, e quando la cattedra di economia politica fondata da Whately divenne vacante nel 1856, Cairnes ottenne la nomina. In conformità con il regolamento della fondazione, furono pubblicate le lezioni del suo primo anno di corso. Il libro apparve nel 1857 con il titolo Carattere e metodo logico dell'economia politica. Seguì e ampliò la trattazione di J. S. Mill nei Saggi su alcune questioni irrisolte in economia politica, temi che costituirono l'introduzione allo studio dell'economia come scienza. L'esattezza logica, la precisione del linguaggio e la ferma comprensione della vera natura dei fatti economici sono le qualità caratteristiche di questa come di tutte le altre sue opere. Il suo successivo contributo alla scienza economica fu una serie di articoli sulla questione dell'oro, pubblicati in parte sul Fraser's Magazine, in cui venivano utilizzate le probabili conseguenze dell'aumento dell'offerta d'oro che accompagnava le scoperte aurifere australiane e californiane. Scrisse anche un articolo critico sull'opera di M. Chevaliers, On the Probable Fall in the Value of Gold, apparve sulla Edinburgh Review del luglio 1860.
Nel 1861, Cairnes fu nominato professore di giurisprudenza ed economia politica al Queens College di Galway, e l'anno seguente pubblicò The Slave Power, uno dei migliori esempi di filosofia economica applicata. Gli svantaggi intrinseci dell'impiego del lavoro degli schiavi furono esposti con grande pienezza. Le opinioni espresse da Cairnes sulla probabile questione della guerra civile americana furono in gran parte verificate dal corso effettivo degli eventi, e l'apparizione del libro ebbe una marcata influenza sull'atteggiamento assunto dai seri pensatori politici in Inghilterra nei confronti degli Stati Confederati d'America. 

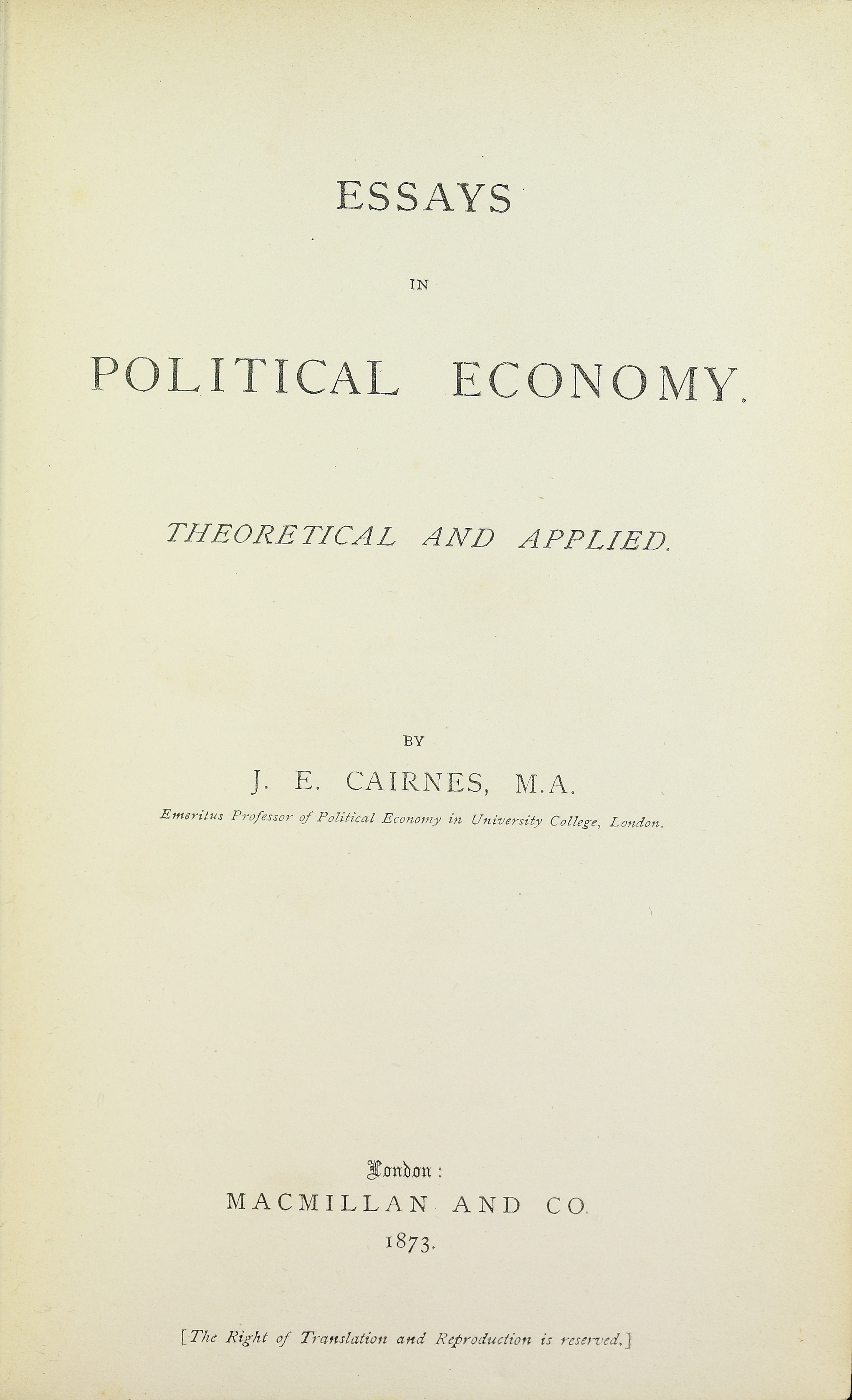
Essays in political economy, 1873

Durante il periodo a Galway, Cairnes non pubblicò nulla oltre ad alcuni opuscoli, principalmente su questioni irlandesi. Il più prezioso di questi fu la serie dedicata alla considerazione dell'istruzione universitaria. La sua salute, in nessun momento molto buona, fu ulteriormente indebolita nel 1865 da una caduta da cavallo. Da allora in poi fu sempre incapace di fare uno sforzo attivo e fu costantemente soggetto a interferenze nel suo lavoro da attacchi di malattia. Nel 1866 fu nominato professore di economia politica all'University College di Londra. Trascorse poi il periodo dal 1868 al 1869 in Italia, e al suo ritorno continuò a tenere conferenze fino al 1872. Durante la sua ultima sessione, condusse una classe mista, con le donne ammesse alle sue lezioni.
A causa della salute si dimise dal suo incarico nel 1872 e si ritirò con il titolo onorifico di professore emerito di economia politica. Nel 1873, la sua stessa università gli conferì il grado di LL.D. Morì a Blackheath, vicino a Londra, l'8 luglio 1875.

## Vita privata
Il 27 novembre 1860, Cairnes sposò Elizabeth ("Eliza") Charlotte Alexander (nubile; 1838–1896) a Galway presso la St. Nicholas Collegiate Church. Era la figlia di George Henry Minto Alexander (1811-1853), un giudice dell'Alta Corte in India. John ed Eliza Cairnes ebbero quattro figli, una femmina e tre maschi, uno dei quali fu William Elliot Cairnes (1862-1902), un ufficiale e scrittore. John ed Eliza chiamarono il loro secondo figlio, Robert Gould Cairnes (1863-1868), in onore di Robert Gould Shaw (1837-1863), un eroe della guerra civile dell'esercito dell'Unione.

## Opere
Cairnes è considerato l'allievo più importante di John Stuart Mill, i cui insegnamenti sviluppò indipendentemente negli scritti:
- Essays in political economy, Londra, Macmillan, 1873.
- Political essays, Londra, Macmillan, 1873.
- Some leading principles of political economy, New York, Harper & Brothers, 1874.
- Character and logical method of political economy, Londra, Macmillan, 1875.

Ha anche scritto:
- The slave power, its character, career and probable designs, 1862.
- University education in Ireland, 1866.